# Mariya Melentieva
Maria Vladimirovna Melentieva (russo: Мария Владимировна Мелентьева, 24 de janeiro de 1924 - 2 de julho de 1943) foi uma partisans soviética que recebeu o título de Herói da União Soviética postumamente em 25 de setembro de 1943 em reconhecimento a suas atividades de resistência.

## Biografia

### Infância
Melentieva nasceu em 24 de janeiro de 1924, em uma família de camponeses na aldeia de Priajana, Carélia. Depois de se formar no colegial da aldeia, ela trabalhou como enfermeira no hospital de Segueja. Desportista, tentou vários esportes diferentes, como sua futura colega Anna Lisitsyna.

### Segunda Guerra Mundial
Ela se juntou aos partisans soviéticos em 1942. Em 15 de junho, foi enviada com Anna Lisitsyna e seis outros membros do Komsomol para o distrito de Cheltozero - então controlado pelos alemães - para conduzir uma missão de reconhecimento e organizar um Komsomol clandestino.Quando o avião para trazê-los de volta ao território controlado pelos soviéticos não pode ir, os oito membros da expedição decidem atravessar as linhas inimigas a pé para entregar as informações coletadas. Durante a travessia do rio Svir em 3 de agosto de 1942, Anna Lisitsyna se afogou, mas Melentieva conseguiu recuperar os documentos que que Anna carregava no chapéu. Encontrando-se sozinha, ela perambula por cinco dias na floresta, sem roupas ou comida, apenas com o pacote de documentos para o Komsomol. No sexto dia, ela conhece o 272.º Regimento de Infantaria do Exército Vermelho e entrega a ele os documentos.
No verão de 1943, ela foi enviada em outra missão a uma área controlada pelo Eixo para fazer contato com o Komsomol subterrâneo que ajudou a estabelecer em Cheltozero no ano anterior. Ela é denunciada com os outros partisans por um informante do exército finlandês e segue um tiroteio que termina com sua captura. Recusando-se a responder às perguntas do exército finlandês, eles são abatidos em um porão em 2 de julho de 1943. São enterrados em Topornaya Gora, no distrito de Medvejiegorsk.

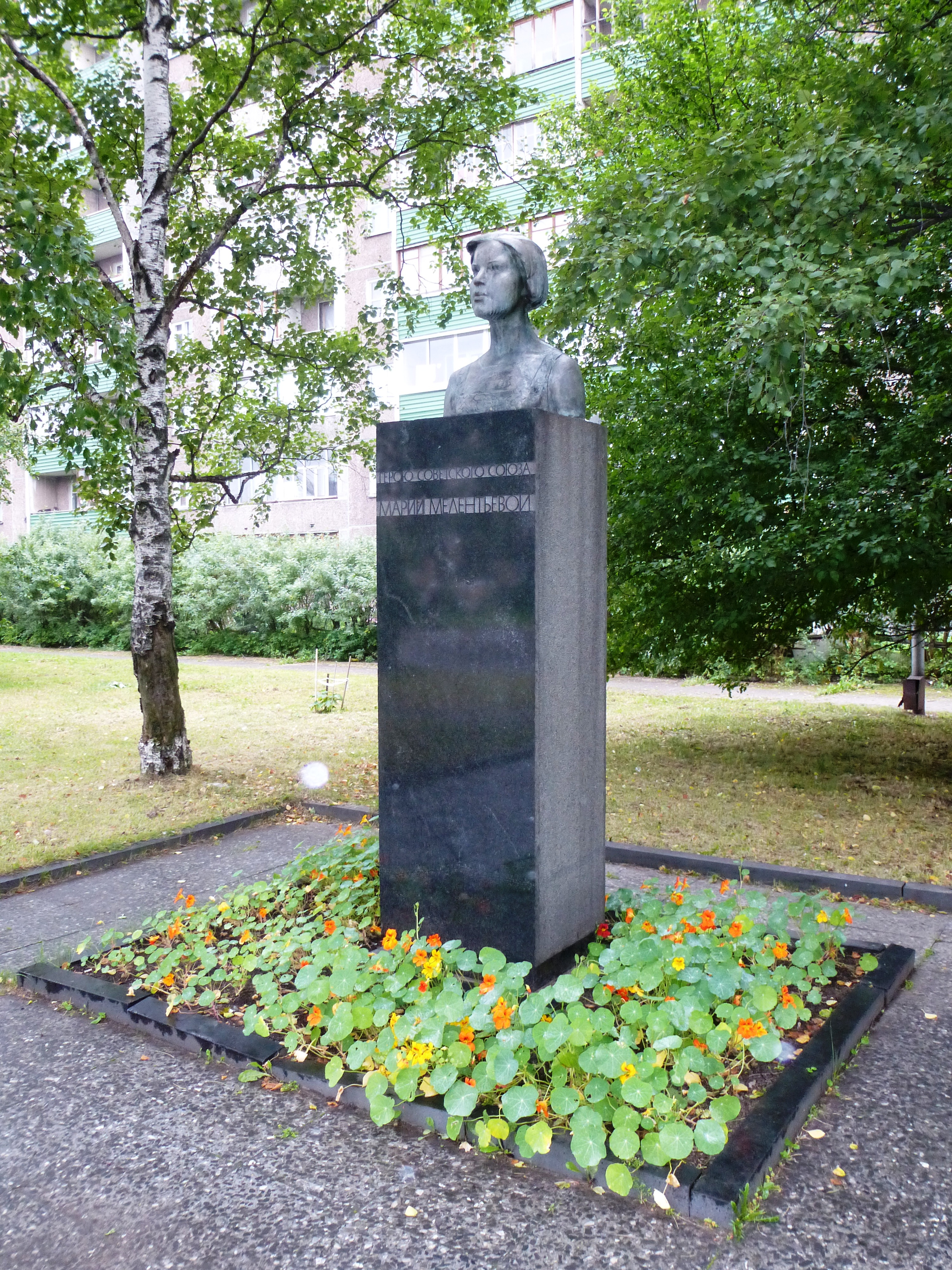
Busto de Melentieva em Petrozavodsk

### Homenagens
Melentieva recebeu o título de Herói da União Soviética postumamente em 25 de setembro de 1943 por decreto do Soviete Supremo, no mesmo dia em que Anna Lisitsyna. Ela também é destinatária da Ordem da Estrela Vermelha. Seu nome foi dado a uma rua da Carélia e vários monumentos e memoriais honram sua memória em sua região natal.